# Lagarolampis gamboensis
Lagarolampis gamboensis is een rechtvleugelig insect uit de familie Romaleidae. De wetenschappelijke naam van deze soort is voor het eerst geldig gepubliceerd in 1999 door Rowell.